# Nationaal park Amvrakikos
Het Nationaal park Amvrakikos (Grieks: Εθνικο Παρκο Υγροτόπων Αμβρακικού, Ethnikó párko Ygrotópon Amvrakikoú, letterlijk 'nationaal park van de draslanden van de Ambracische Golf') is een nationaal park in Griekenland in de regio Epirus.
Het nationaal park is 287 vierkante kilometer groot en werd opgericht in 2008 om het landschap en de natuur in en rond de Ambracische Golf te beschermen. Het landschap bestaat uit moerassen, schiereilandjes, ondiepe baaien en zandstroken. Het park ligt op een belangrijke trekvogelroute: er komen 254 vogelsoorten voor waaronder de pelikaan, zeearend, dwergaalscholver, roerdomp, dunbekwulp, clanga en slangenarend.